# Alxasauridae
Famille
Les Alxasauridae sont une famille de dinosaures Therizinosauroidea du Crétacé supérieur. Elle abrite un seul genre : Alxasaurus.

## Classification
Les Alxasauridae sont une des deux familles du clade des Therizinosauria.
- Clade Therizinosauria
  - Eshanosaurus ?
  - Thecocoelurus ?
  - Falcarius
  - Super-famille Therizinosauroidea
    - Beipiaosaurus
    - Erliansaurus
    - Neimongosaurus
    - Nothronychus
    - Famille Alxasauridae
      - Alxasaurus

    - Famille Therizinosauridae
      - Enigmosaurus
      - Erlikosaurus
      - Nanshiungosaurus
      - Segnosaurus
      - Therizinosaurus